# Stanisław Łyżwiński
Stanisław Józef Łyżwiński (Skaryszew; 6 de Maio de 1954) é um político da Polónia. Ele foi eleito para a Sejm em 25 de Setembro de 2005 com 21101 votos em 10 no distrito de Piotrków Trybunalski, candidato pelas listas do partido Samoobrona Rzeczpospolitej Polskiej.
Ele também foi membro da Sejm 2001-2005.